# David Flakus Bosilj
David Flakus Bosilj, slovenski nogometaš, * 1. februar 2002, Maribor.
Flakus Bosilj je profesionalni nogometaš, ki igra na položaju napadalca. Od leta 2024 je član španskega kluba Castellón, ki ga je leta 2025 posodil v Murcio. Ped tem je igral za slovenska kluba Aluminij in Bravo ter nizozemski De Graafschap. Skupno je v prvi slovenski ligi odigral 84 tekem in dosegel deset golov. Bil je tudi član slovenske reprezentance do 15, 16, 17, 18, 19 in 21 let.